# Canciones elegidas 93-04
Canciones Elegidas 93-04 es un álbum recopilatorio de Gustavo Cerati, lanzado al mercado el 13 de octubre de 2004. El álbum compila algunas canciones del artista entre los años 1993 y 2004. Es el primer álbum de este tipo que el músico edita como solista.
Dos versiones del disco salieron al mercado, una internacional para el mercado de América y una especial editada por el mismo Cerati para intentar entrar en el mercado de España. Las dos versiones tienen varias canciones diferentes una de la otra, aparte, la versión de América viene con un disco DVD conteniendo los vídeos de Cerati como solista hasta el 2004. Además, la misma versión contiene una nueva canción, «Tu Locura» que es la que comienza el disco.

## Versión de América
La versión de América trae un CD con una lista de canciones diferente a la versión española, aparte de un DVD con todos los videos musicales de Cerati lanzados hasta ese momento.

### CD
En el CD, «Paseo inmoral», «Amo dejarte así» y «Perdonar es divino» fueron acortadas para que entraran en un CD regular de 80 minutos. Las canciones «Fantasma» y «Tu cicatriz en mí» son remixes del álbum Reversiones: siempre es hoy. También contiene una canción nueva, «Tu locura», exclusiva para este lanzamiento, excepto en la edición para Brasil, que contiene una lista de canciones distinta.
| N.º | Título                                                                        | Escritor(es)                    | Duración |  |
| 1.  | «Tu Locura» (Inédita)                                                         | Gustavo Cerati                  | 2:29     |  |
| 2.  | «Rombos (Un cuarto lleno de rombos)» (de Amor amarillo, 1993)                 | Cerati                          | 4:22     |  |
| 3.  | «Paseo inmoral» (de Bocanada, 1999)                                           | Cerati, Juan Francisco Bochatón | 4:26     |  |
| 4.  | «Es sólo una ilusión» (de +Bien, 2001)                                        | Cerati, Claudia Oshiro          | 3:35     |  |
| 5.  | «Casa» (de Siempre es hoy, 2002)                                              | Cerati, Flavio Etcheto          | 4:33     |  |
| 6.  | «Pulsar» (de Amor amarillo, 1993)                                             | Cerati                          | 4:52     |  |
| 7.  | «Amor amarillo» (de Amor amarillo, 1993)                                      | Cerati                          | 5:29     |  |
| 8.  | «Fantasma (Leandro Fresco Remix)» (de Reversiones: Siempre es hoy, 2003)      | Cerati, Etcheto                 | 4:28     |  |
| 9.  | «Puente» (de Bocanada, 1999)                                                  | Cerati                          | 4:35     |  |
| 10. | «Av. Alcorta» (de Amor amarillo, 1993)                                        | Cerati                          | 4:44     |  |
| 11. | «Amo dejarte así» (de Siempre es hoy, 2002)                                   | Cerati                          | 4:42     |  |
| 12. | «Tu cicatriz en mí (Zucker + Gus Mix)» (de Reversiones: Siempre es hoy, 2003) | Cerati                          | 3:53     |  |
| 13. | «Lisa» (de Amor amarillo, 1993)                                               | Cerati                          | 4:24     |  |
| 14. | «Engaña» (de Bocanada, 1999)                                                  | Cerati                          | 4:12     |  |
| 15. | «No te creo» (de Siempre es hoy, 2002)                                        | Cerati                          | 3:47     |  |
| 16. | «Perdonar es divino» (de Bocanada, 1999)                                      | Cerati, Etcheto                 | 4:39     |  |
| 17. | «Vivo» (de Siempre es hoy, 2002)                                              | Cerati                          | 4:20     |  |
| 18. | «Ahora es nunca» (de Amor amarillo, 1993)                                     | Cerati, Cecilia Amenábar        | 4:42     |  |

### DVD
El DVD contiene los vídeos solista de Gustavo. La canción «Río Babel» es más corta en el vídeo que en el disco original, Bocanada. El audio de «Artefacto» es de una versión en vivo, y muestra algunos shows de Cerati tocando esta canción. Por último, las dos últimas canciones, «Canción animal» y «Corazón delator», originales de la época de Soda Stereo, son los vídeos de 11 episodios sinfónicos.
1. «Lisa»
2. «Te llevo para que me lleves»
3. «Pulsar»
4. «Puente»
5. «Paseo inmoral»
6. «Tabú»
7. «Engaña»
8. «Río Babel»
9. «Cosas imposibles»
10. «Karaoke»
11. «Artefacto (En vivo)»
12. «Canción animal (11 episodios sinfónicos)»
13. «Corazón delator (11 episodios sinfónicos)»

## Versión de España
La discográfica (BMG) en su filial de la península ibérica no quiso editar el disco, por lo que Cerati la editó bajo un sello independiente, sin el apoyo publicitario de su compañía en América. La versión de España contiene menos canciones que la versión americana. Las canciones «Karaoke» «Casa» y «Fantasma» son las versiones del disco Reversiones: Siempre es hoy.
1. «No te creo»
2. «Cosas imposibles»
3. «Amo dejarte así»
4. «Tu cicatriz en mí»
5. «Artefacto»
6. «Sulky»
7. «Vivo»
8. «Camuflaje»
9. «Paseo inmoral»
10. «Engaña»
11. «Puente»
12. «Lisa»
13. «Pulsar»
14. Karaoke (Capri mix)»
15. Casa (Leandro Fresco + Gus mix)»
16. «Fantasma (Leandro Fresco mix)»